# Vladimir Osokin
Vladimir Yuryevich Osokin né le 8 janvier 1954 à Léningrad, Russie, URSS, est un coureur cycliste soviétique qui a brillé en cyclisme sur piste, et qui pendant un temps a également participé à de nombreuses épreuves sur route.

## Biographie
Vladimir Osokin se situe dans le groupe des champions qui ont mené leur carrière cycliste tant sur la piste des vélodromes que sur l'asphalte des épreuves routières. En URSS, son prédécesseur Stanislav Moskvine avait fait de même et comme lui, Vladimir Osokin s'exprima plus durablement dans le cyclisme sur piste. Il participe à ses premiers championnats du monde de poursuite en 1973, à San Sebastian (Espagne). Il était âgé de 19 ans. En 1981, il prenait encore place dans la sélection soviétique. Entre-temps, il avait participé aux compétitions de deux Jeux olympiques, individuellement et en équipe, et prenait place par deux fois sur le podium des médaillés. En 1980 il était champion olympique en poursuite par équipes. D'un gabarit longiligne, 1,81 m pour 73 kg, son activité de pistard s'est accompagnée jusqu'en 1978 de courses sur route, domaine où il avait fait ses débuts, au club Lokomotiv de Léningrad. Il participe à des compétitions internationales avec l'équipe de l'URSS et en 1977 terminait à la seconde place, l'épreuve phare du cyclisme amateur, la Course de la Paix. Classé à 30 secondes du vainqueur Aavo Pikkuus, enlevant 3 étapes, seule la course d'équipe et l'autorité du sélectionneur Viktor Kapitonov imposèrent le statu quo entre les deux champions, peu d'étapes avant l'arrivée.
Après son retrait de la compétition active, Vladimir Osokin devenait directeur d'une coopérative de transport. Sur le plan sportif il s'orientait vers le Triathlon.

## Palmarès sur piste
- 12 titres nationaux de champion d'URSS. Premier titre en 1971.
- 1973
  - Championnat du monde
    - poursuite individuelle : 1/4 de finale. Battu par Kratzer ( RFA ). Temps de Osokine : 4 min 51 s 90
    - poursuite par équipes : 1/4 de finale. URSS battu par Grande-Bretagne
- 1974
  - Championnat du monde
    - poursuite individuelle : 1/8 de finale
    - poursuite par équipes : 4e avec l'équipe de l'URSS (Osokin, Rapp, Petrakov, Donogilkin)
- 1975
  - Championnat du monde
    -  poursuite individuelle : 2e. Battu en finale par Thomas Huschke (RDA). Osokin, meilleur temps des championnats (en 1/2 finale) : 5 min 00 s 09[3]
    -  poursuite par équipe : 2e avec l'équipe de l'URSS (avec Perov, Petrakov, Sokolov)
- 1976
  - Jeux olympiques
    - poursuite individuelle : 4e. Temps de Osokin (en qualifications) : 4 min 45 s 10
    -  poursuite par équipes : 2e avec l'équipe de l'URSS (avec Perov, Petrakov, Sokolov)
- 1977
  - Championnat du monde
    - poursuite par équipes : 4e avec l'équipe de l'URSS (Ehrlich, Perov, Petrakov)
- 1978
  - Championnat du monde
    -  poursuite par équipes : 2e avec l'équipe de l'URSS (Ehrlich, Petrakov, Pilipenko)
- 1979
  - Championnat du monde
    -  poursuite par équipes : 2e avec l'équipe de l'URSS (Ehrlich, Viktor Manakov, Petrakov)
- 1980
  - Jeux olympiques
    - poursuite individuelle : 1/4 de finale. Osokin est battu par Robert Dill-Bundi, qui établit en 4 min 34 s 92 le nouveau record mondial. Osokin réalise un temps de 4 min 38 s 17
    -  poursuite par équipes : médaille d'or avec l'équipe de l'URSS ( + Viktor Manakov, Valeri Movchan, Petrakov)
- 1981
  - Championnat du monde
    - [4]

## Palmarès sur route

### Palmarès année par année
- 1974
  - 9e étape du Tour des Pays-Bas amateur
- 1975
  - Prologue contre-la-montre et 1re étape du Ruban des granitiers bretons
  - 2e du Ruban granitier breton
- 1976
  - Tour de Turquie
  - 3e (contre-la-montre) et 6e étapes du Tour de Cuba[5]
- 1977
  - 4e, 8e et 12e étapes du Tour de Cuba[6]
  - 1re et 4eb étapes du Circuit de la Sarthe
  - 5e, 7e (contre-la-montre) et 11e étapes de la Course de la Paix
  - 2e de la Course de la Paix[7]
- 1978
  - 4ea (contre-la-montre par équipes) et 9e étapes du Tour de Cuba[8]

### Places d'honneur
- 1975
  - 12e de la Course de la Paix[9]
- 1977
  - 8e du Circuit de la Sarthe
- 1978
  - 6e du Circuit de la Sarthe